# Lakhmidák
Lakhmidák alatt Lakhm törzsből származó arab fejedelmi családot értik, amely 3. század második felétől kezdve a szászánida perzsa nagykirály fennhatósága alatt a mezopotámiai arabság fölött uralkodott.
A Lakhmida Királyság folyamatos háborúskodásban élt a Bizánci Birodalomtól függő gasszánidák államától. Fővárosa Hira városa volt; ahol a királyi udvarban komoly költészet pártolás folyt: az iszlám előtti korszak (dzsáhilijja) híres arab költői sűrűn fordultak meg itt, és napjainkig fennmaradt dicsőítő költeményeket írtak a bőkezű fejedelmekhez. Az 5. században a közép-arábiai törzseket egyesítő délarab kinditák a Lakhmida Királyság határáig nyomultak előre, de a 6. század elején a lakhmidák legyőzték a trözsszövetséget. Nem sokkal később a perzsa nagykirály beolvasztotta birodalmába a királyságot. Az utolsó lakhmida királyt, a behódolni nem akaró III. Numánt 602 körül II. Huszrau nagykirály ölette meg. A Lakhmida Királyság helyén perzsa helytartóságot hoztak létre, majd hamarosan arab uralom alá került a terület.

## Uralkodólista
| N   | Uralkodó                                                    | Uralkodott            | Megjegyzések                                      |
| --- | ----------------------------------------------------------- | --------------------- | ------------------------------------------------- |
| 1.  | I. Amr ibn Adi                                              | ur.: 268 – 295        |                                                   |
| 2.  | I. Imru al-Kajsz ibn Amr                                    | ur.: 295 – 328        |                                                   |
| 3.  | II. Amr ibn Imru al-Kajsz                                   | ur.: 328 – 363        |                                                   |
| 4.  | Avsz ibn Kallam                                             | ur.: 363 – 368        | Nem tagja a dinasztiának.                         |
| 5.  | II. Imru al-Kajsz ibn Amr                                   | ur.: 368 – 390        |                                                   |
| 6.  | I. Al-Numan ibn Imru al-Kajsz                               | ur.: 390 – 418        |                                                   |
| 7.  | I. Al-Mundhir ibn al-Numan                                  | ur.: 418 – 462        |                                                   |
| 8.  | Al-Aszvad ibn Al-Mundhir                                    | ur.: 462 – 490        |                                                   |
| 9.  | II. Al-Mundhir ibn Al-Mundhir                               | ur.: 490 – 497        |                                                   |
| 10. | II. Al-Numan ibn al-Aszvad                                  | ur.: 497 – 503        |                                                   |
| 11. | Abu Jafur ibn Alkama                                        | ur.: 503 – 505        | Nem tagja a dinasztiának, uralkodása bizonytalan. |
| 12. | III. Al-Mundhir ibn al-Numan                                | ur.: 505 – 554        |                                                   |
| 13. | III. Amr ibn al-Mundhir                                     | ur.: 554 – 569        |                                                   |
| 14. | Kábusz ibn Al-Mundhir                                       | ur.: 569 – 573        |                                                   |
| –   | Szuhrab (perzsa helytartó)                                  | helyt.: 573 – 574     |                                                   |
| 15. | IV. Al-Mundhir ibn al-Mundhir                               | ur.: 574 – 580        |                                                   |
| 16. | III. Al-Numan ibn al-Mundhir                                | ur.: 580 – 602        |                                                   |
| –   | Ijasz ibn Kabiszah al-Tai és Nakhiragan (perzsa helytartók) | helyt.: 602 – 617/618 |                                                   |
| –   | Adzadbeh (perzsa helytartó)                                 | helyt.: 617/618 – 633 | 633-ra muszlim uralom alá került a terület.       |